# А група 1991/92
Сезон 1991/92 е 68-ото издание на най-горната дивизия в българския шампионат по футбол. Групата е съставена от 16 отбора, играе се всеки срещу всеки в две срещи на разменено гостуване. За победа се начисляват 2 точки, за равенство 1, а за загуба не се начисляват точки. Отборите заели последните две места отпадат в Б група. Новите отбори в групата са Добруджа (Добрич) и Хебър (Пазарджик). Актуален шампион е Етър (Велико Търново).

## Участващи отбори
Отборите са подредени по азбучен ред.
| Отбор      | Населено място  | Треньор           | Капитан          | Екипировка | Спонсор             |
| ---------- | --------------- | ----------------- | ---------------- | ---------- | ------------------- |
| Берое      | Стара Загора    | Петко Петков      | Гошо Гинчев      | Найк       | CEBI                |
| Ботев      | Пловдив         | Петър Зехтински   | Запрян Раков     | ABM        | DINPAM              |
| Добруджа   | Добрич          | Петър Жеков       | Валентин Пейчев  |            | Месокомбинат Добрич |
| Етър       | Велико Търново  | Георги Василев    | Ангел Червенков  | Адидас     | Rodopa Impex        |
| Левски     | София           | Иван Вутов        | Наско Сираков    | Адидас     | Пепси               |
| Локомотив  | Горна Оряховица | Никола Велков     | Левент Гавазов   | Пума       | няма                |
| Локомотив  | Пловдив         | Атанас Драмов     | Аян Садъков      | ABM        | няма                |
| Локомотив  | София           | Ангел Колев       | Димитър Васев    | Пума       | БДЖ                 |
| Миньор     | Перник          | Симеон Шадов      | Иво Славчев      | Пума       | SEMPERIT            |
| Пирин      | Благоевград     | Борис Николов     | Иван Лардев      |            | 7 Up                |
| Славия     | София           | Стоян Коцев       | Ивелин Пенев     | Пума       | няма                |
| Сливен     | Сливен          | Кирил Ивков       | Васил Тинчев     | Адидас     | няма                |
| Хебър      | Пазарджик       | Динко Дерменджиев | Крум Кантарев    | Пума       | SIGIB               |
| ЦСКА       | София           | Аспарух Никодимов | Георги Велинов   | Умбро      | SINTOFARM           |
| Черноморец | Бургас          | Тотко Дремсизов   | Любомир Шейтанов |            | Red Lion Group      |
| Янтра      | Габрово         | Радия Дойчев      | Йордан Мурлев    | Адидас     | TAURUS              |

### Треньорски смени
| Отбор          | Напускащ треньор  | Дата на напускане | Постъпващ треньор | Дата на назначаване |
| -------------- | ----------------- | ----------------- | ----------------- | ------------------- |
| Берое          | Борис Ангелов     | септември 1991    | Петко Петков      | септември 1991      |
| Локомотив (Сф) | Данко Роев        | септември 1991    | Ангел Колев       | септември 1991      |
| Левски         | Васил Методиев    | октомври 1991     | Динко Дерменджиев | октомври 1991       |
| Хебър          | Стефан Грозданов  | октомври 1991     | Стоил Трънков     | октомври 1991       |
| Миньор         | Евлоги Банчев     | октомври 1991     | Веселин Евгениев  | октомври 1991       |
| Хебър          | Стоил Трънков     | ноември 1991      | Илия Илиев        | ноември 1991        |
| Левски         | Динко Дерменджиев | януари 1992       | Иван Вутов        | януари 1992         |
| Хебър          | Илия Илиев        | януари 1992       | Борис Ангелов     | януари 1992         |
| Хебър          | Борис Ангелов     | февруари 1992     | Динко Дерменджиев | февруари 1992       |
| Славия         | Димитър Алексиев  | март 1992         | Стоян Коцев       | март 1992           |
| Миньор         | Веселин Евгениев  | април 1992        | Симеон Шадов      | април 1992          |

## Обобщение на сезона
В хода на сезон 1991/92 като основни претенденти за титлата се очертават двата гранда ЦСКА и Левски. „Сините“ започват доста колебливо кампанията и след VIII кръг са на 5-о място, изоставайки на 6 точки от „армейците“. От ръководството на клуба предприемат треньорска смяна, като Васил Методиев е заменен от Динко Дерменджиев. Следва подем в отбора. До края на есенния полусезон Левски записва 6 победи и едно равенство с шампиона Етър, скъсявайки само на една точка дистанцията от ЦСКА. През зимната пауза обаче Дерменджиев напуска треньорския пост заради неразбирателство с ръководството на клуба относно финансовото си възнаграждение. В същото време „армейците“ подсилват състава си със звездата на Локомотив (София) Кирил Метков, който има ключова роля в удържането на първото място през пролетта. ЦСКА не изпуска водачеството нито за миг, а 2:2 в дербито с Левски в предпоследния кръг прави червените шампиони. Героят на вечерта е Метков, който се отчита с гол и асистенция.
След ЦСКА и Левски в крайното класиране с равен брой точки завършват Локомотив (Пловдив), Ботев (Пловдив) и Етър. Бронзовите медали обаче са спечелени от черно-белите, които имат най-добра голова разлика. От А група изпадат Миньор (Перник) и новакът Хебър (Пазарджик), които финишират на последните две места в крайното класиране. Голмайстор на първенството става Наско Сираков, който преди началото на сезона се завръща в Левски от испанския Еспаньол и бележи 26 попадения в 27 изиграни срещи.

## Любопитни факти
- Преди началото на сезона Левски плаща рекордната за вътрешен трансфер сума от 2 млн. лева за да привлече Илиан Илиев от Черно море.[1]
- В XXVI кръг от сезона Берое допуска най-голямата загуба в историята си. На 2 май 1992 г. заралии губят с 2:10 гостуването си на ЦСКА на стадион „Българска армия“.[2]
- По време на сезона новакът Хебър е воден от 7 различни треньори, но в крайна сметка изпада от елитното първенство.

## Класиране
| Отбор | Отбор                    | М  | П  | Р  | З  | Г.Р.  | Г.Р. | Т  |
| ----- | ------------------------ | -- | -- | -- | -- | ----- | ---- | -- |
| 1     | ЦСКА (София)             | 30 | 20 | 7  | 3  | 74:26 | +48  | 47 |
| 2     | Левски (София)           | 30 | 19 | 7  | 4  | 54:18 | +36  | 45 |
| 3     | Локомотив (Пловдив)      | 30 | 14 | 9  | 7  | 42:22 | +20  | 37 |
| 4     | Ботев (Пловдив)          | 30 | 13 | 11 | 6  | 46:27 | +19  | 37 |
| 5     | Етър (В. Търново) (ш)    | 30 | 12 | 13 | 5  | 35:18 | +17  | 37 |
| 6     | Сливен                   | 30 | 12 | 8  | 10 | 37:39 | -2   | 32 |
| 7     | Берое (Стара Загора)     | 30 | 10 | 10 | 10 | 32:41 | -9   | 30 |
| 8     | Локомотив (София)        | 30 | 10 | 9  | 11 | 38:40 | -2   | 29 |
| 9     | Янтра (Габрово)          | 30 | 8  | 11 | 11 | 24:33 | -9   | 27 |
| 10    | Славия (София)           | 30 | 8  | 10 | 12 | 33:31 | +2   | 26 |
| 11    | Локомотив (Г. Оряховица) | 30 | 9  | 8  | 13 | 23:39 | -16  | 26 |
| 12    | Черноморец (Бургас)      | 30 | 8  | 9  | 13 | 28:43 | -15  | 25 |
| 13    | Пирин (Благоевград)      | 30 | 7  | 9  | 14 | 22:34 | -12  | 23 |
| 14    | Добруджа (Добрич) (н)    | 30 | 8  | 7  | 15 | 29:48 | -19  | 23 |
| 15    | Миньор (Перник)          | 30 | 5  | 9  | 16 | 19:51 | -32  | 19 |
| 16    | Хебър (Пазарджик) (н)    | 30 | 3  | 11 | 16 | 17:43 | -26  | 17 |

## Голмайстори
|    | Футболист        | Отбор                 | Голове |
| -- | ---------------- | --------------------- | ------ |
| 1. | Наско Сираков    | Левски (София)        | 26     |
| 2. | Йордан Лечков    | ЦСКА (София)          | 17     |
| 2. | Владимир Стоянов | Локомотив (София)     | 17     |
| 4. | Ивайло Андонов   | ЦСКА (София)          | 16     |
| 5. | Кирил Метков     | ЦСКА (София)          | 14     |
| 6. | Александър Радев | Локомотив (Пловдив)   | 13     |
| 7. | Румен Чакъров    | Пирин (Благоевград)   | 11     |
| 7. | Кънчо Йорданов   | Етър (Велико Търново) | 11     |

## Състав на шампиона ЦСКА (София)
Преди началото на сезона в ЦСКА е извършена мащабна селекция. В състава се завръща легендарният вратар на клуба Георги Велинов. Привлечени са също капитанът на Локомотив (София) Павел Дочев, както и голмайсторът на отбора Тодор Праматаров, голямата звезда на Сливен Йордан Лечков, нападателят на Пирин Ивайло Андонов, защитникът Стефан Колев от Янтра.
След края на есенния полусезон подсилването на състава продължава. На стадион „Българска армия“ пристига звездата на Локо (Сф) Кирил Метков. От чужбина се завръщат Красимир Безински, Трифон Иванов и Ивайло Киров, а освен това е привлечен и голмайсторът на Локомотив (Пловдив) Стефан Драганов.
Реализатор №1 в тима по време на кампанията става Лечков със 17 попадения. С 16 гола се отчита Андонов, който е единственият футболист, играл във всички 30 мача. Пристигналият по време на зимната пауза Метков пък бележи 11 пъти през пролетния полусезон. Велинов е твърд титуляр на вратата, а сред другите основни играчи в хода на шампионата са Дочев, Радослав Видов и Анатоли Нанков. Във всички мачове през пролетта участва и Безински.
| ЦСКА 1991/92      | ЦСКА 1991/92 | ЦСКА 1991/92 |
| Футболист         | Мачове       | Голове       |
| Вратари:          | Вратари:     | Вратари:     |
| ----------------- | ------------ | ------------ |
| Георги Велинов    | 29           | 0            |
| Румен Ненов       | 1            | 0            |
| Защитници:        |              |              |
| Павел Дочев       | 29           | 0            |
| Радослав Видов    | 28           | 0            |
| Стефан Колев      | 17           | 0            |
| Красимир Безински | 15           | 1            |
| Зарко Мачев       | 7            | 0            |
| Трифон Иванов     | 5            | 1            |
| Росен Кирилов     | 5            | 0            |
| Халфове:          |              |              |
| Йордан Лечков     | 29           | 17           |
| Анатоли Нанков    | 27           | 5            |
| Кирил Метков      | 15           | 11           |
| Ивайло Киров      | 14           | 0            |
| Стойчо Стоилов    | 13           | 1            |
| Лъчезар Танев     | 9            | 1            |
| Нападатели:       |              |              |
| Ивайло Андонов    | 30           | 16           |
| Антон Димитров    | 19           | 4            |
| Христо Марашлиев  | 12           | 3            |
| Стефан Драганов   | 11           | 6            |
| Старши треньор:   |              |              |
| Аспарух Никодимов |              |              |

| Напуснали в хода на сезона | Напуснали в хода на сезона | Напуснали в хода на сезона |
| Футболист                  | Мачове                     | Голове                     |
| Защитници:                 | Защитници:                 | Защитници:                 |
| -------------------------- | -------------------------- | -------------------------- |
| Велиян Парушев             | 15                         | 0                          |
| Емил Димитров              | 10                         | 1                          |
| Георги Начов               | 4                          | 0                          |
| Халфове:                   |                            |                            |
| Йордан Маринов             | 13                         | 0                          |
| Викторио Павлов            | 7                          | 0                          |
| Нападатели:                |                            |                            |
| Тодор Праматаров           | 13                         | 4                          |